# Barbari (città)
Barbari (o Barbaru, Barbarua, Barbaruah) è una suddivisione dell'India, classificata come census town, di 5.282 abitanti, situata nel distretto di Dibrugarh, nello stato federato dell'Assam. In base al numero di abitanti la città rientra nella classe V (da 5.000 a 9.999 persone). Talvolta la città viene indicata anche come AMC Area, dove AMC è l'acronimo di Assam Medical College, perché la città è stata costruita attorno a questa struttura.

## Geografia fisica
La città è situata a 27° 23' 60 N e 94° 52' 0 E e ha un'altitudine di 86 m s.l.m..

## Società

### Evoluzione demografica
Al censimento del 2001 la popolazione di Barbari assommava a 5.282 persone, delle quali 3.320 maschi e 1.962 femmine. I bambini di età inferiore o uguale ai sei anni assommavano a 578, dei quali 331 maschi e 247 femmine. Infine, coloro che erano in grado di saper almeno leggere e scrivere erano 4.232, dei quali 2.797 maschi e 1.435 femmine.